# Ekoparty Security Conference
Ekoparty Security Conference är en årlig konferens på ämnet cybersäkerhet. Konferensen äger rum i Buenos Aires, Argentina. Konferensen grundades 2001 av Juan Pablo Daniel Borgna, Leonardo Pigner, Federico Kirschbaum, Jerónimo Basaldúa och Francisco Müller Amato. Utöver föreläsningar och presentationer har konferensen också andra aktiviteter, såsom workshops, wargames och andra säkerhetsrelaterade utmaningar.